# Vicente de Candia Baamonde
Don Vicente de Candia Baamonde ( Madrid, 1749 - ?), diplomático de la Corona de España, 
Grandeza de España, registrado Don Vicente Antonio José de Candia Baamonde y Parga del Riego, nacido en Madrid en el barrio de Palacio el 7 de abril de 1749 y bautizado en la capilla San Andrés de Madrid, era hijo del hidalgo don Juan Francisco de Candia y Baamonde (nacido en 1716, Valle de Oro) y su esposa Doña Juana María del Riego (nacida en 1748, Beguina) nacida en el seno de una familia hidalga asturiana, tía abuela del hidalgo Rafael del Riego.

## Infancia
Se educó en el Colegio Real de Madrid, Reales Estudios de San Isidro en las artes liberales, posteriormente se educó en el ciclo militar correspondiente a caballeros de su linaje en Valladolid, y posteriormente ingresó a la Universidad de Valladolid en el ciclo de señores en estudios especializados en comercio marítimo.

## Carrera diplomática
Vicente ha dedicado su profesión a la diplomacia mediterránea valiéndose de sus dotes lingüísticas del italiano, francés, español, portugués, gallego y catalán, unidas a sus conocimientos del comercio marítimo, ha negociado para el reino nuevas rutas marítimas y molinos comerciales en los reinos de Nápoles y Reino de Cerdeña del Rey de España, bajo la jurisdicción del marqués de Ensenada quien desde 1748 como ministro de Real Hacienda reorganiza con óptimos resultados la Real Hacienda, la Justicia, los sistemas municipales, la Armada y el Gobierno de Ultramar.
En 1768 se casó con doña Andrea de Saavedra, hija de don Blas de Saavedra y doña Rosa Fernández, madrina del dramaturgo Ángel de Saavedra y Baquedano, duque de Rivas. El matrimonio se estableció en Villaestrofe, desde donde Vicente desarrolló una amplia red de contactos con la alta realeza y el comercio marítimo de Lugo en torno al transporte del Atlántico marítimo hasta Inglaterra y su conexión con el Mediterráneo, tema desde la perspectiva de Don José de Carvajal y Lancaster, que luchó diplomáticamente por unir el comercio bilateral anglo-hispano.
Desde Valladolid, Don Vicente participó en el proyecto de reformas hidrológicas en el canal de Castilla, en su labor diplomática administró el programa de intercambio de intelectuales y científicos extranjeros durante sus visitas a España, estas visitas se centraron en los trabajos de la Academia de Medicina, la Academia de Astronomía. Observatorio, la elaboración de un mapa exacto del territorio geográfico español, así como proyectos veterinarios en el cruce y cría de caballos formidables para el ejército español, perfeccionamiento de la Artillería y defensa de las costas del reino y territorios de ultramar.

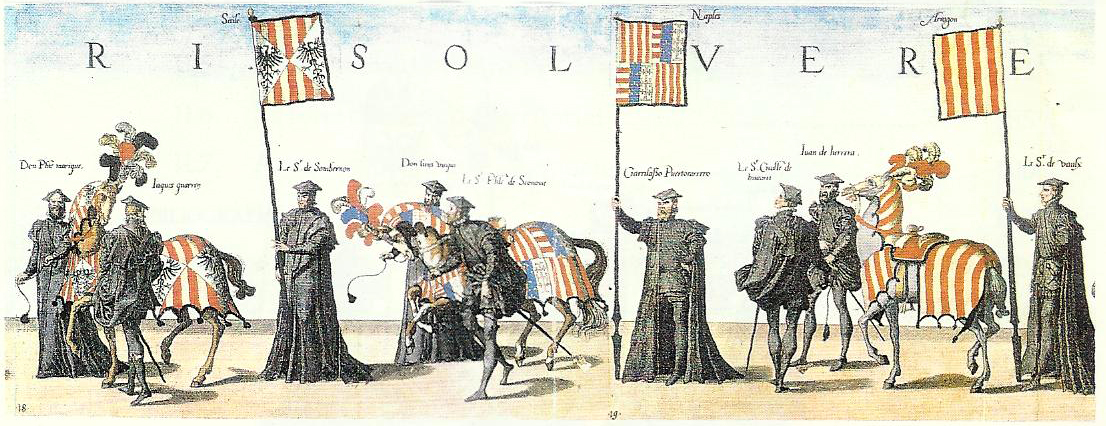
Guion y caballo engualdrapado con los emblemas heráldicos de Sicilia (izquierda), Nápoles (centro) y Reino de Aragón. En La Magnifique, et sumptueuse pompe funèbre faite aus obsèques, et funerailles du très grand, et très victorieus Roy Catholique d’Espaigne son fils, Jérôme Cock (dibujo), Jean y Luc de Dovar, (grabadores), Amberes, Cristóbal Plantino, LÁM. 18-19.

Posteriormente con la cartera diplomática real, el Rey designó a Vicente de Candia y Baamonde como secretario diplomático en el Reino de Nápoles, territorio bajo intereses de la corona española. Desde la península italiana Don Vicente representaría los intereses comerciales del coral, estableciéndose en Torre del Greco, en la residencia solariega de su familia paterna, estableció canales de comunicación sobre el mercado marítimo y en particular la industria pesquera del coral asistido por expertos coralistas. empresarios. entre otros, su tío don Serafín Stefano de Candia, originario de Torre del Greco, se estableció en Aghlero desde donde dirigía una flota de 245 barcos pesqueros coralinos, comercializando el valioso oro rojo de Cerdeña al servicio de la corona de Saboya.
El 22 de diciembre de 1786 obtuvo la provisión de nobleza en la Real Chancillería de Valladolid y el título de conde. 
De adulto mayor se instaló  de regreso en Iberia en San Román de Villaestrofe. Algunos de sus hijos e hijas se casaron en el reino de Nápoles, donde residieron, mientras que otros regresaron a Castilla.

## Legado
Las reformas diplomáticas de don Vicente de Candia y Baamonde tras la integración del comercio marítimo del reino de Nápoles y España,  le valieron el interés del nuevo rey Fernando VI, segundo hijo de Felipe V y María Luisa Gabriela de Saboya, a su ascenso diplomático y nobiliario ante la corona española.

## Familia
Don Vicente de Cándia Baamonde del Riego, se casó con la noble Doña Andréa de Sáavedra, el 2-VI-1768 en San Roman de Villaestrofe, hija del hidalgo Don Blas de Saavedra y Doña Rosa Fernán de Fernández; con varios hijos iniciando la gran descendencia de los de Candia Saavedra. De sus 8 hijos, son renombrados los mayores por su hidalguía:
- Don Juan José María de Candia Saavedra (Palacio (Madrid) 1765 - ?), pasó a tierras de la Capitanía General de Chile
- Don Tomás José Antonio de Candia Saavedra (Palacio (Madrid) 1767 - ?), pasó a tierras del Virreinato del Río de La Plata
- Doña María Andréa Ernestina de Candia Saavedra (Palacio (Madrid) 1770 - ?), dicha Ernestine por su labor con las beguinas francesas, ha sido mujer humanitaria y escritora dedicando su vida al Beguinato primero en Valladolid, mediante su beguinato viaja por el sur de Francia donde se instala en Lyon y peregrina por el norte de Italia, hasta Alpes suizos.

El apellido familiar se escribe y acentúa al modo original arpitan-saboyar, que es el mismo en gallego, Cándia y no Candía adaptación al idioma castellano, registros de Castilla y León. De los de Candia Saavedra, sus hijos e hijas se han registrado familias con descencias en Iberia y América en crónicas de Indias.